# Вице Пуцић
Вице Пуцић Солтановић (? — 1666. Дубровник) био је књижевник из Дубровачке републике. Од старе властелинске породице, бавио се астрономијом, математиком и окултним наукама, али су сва његова дела из ових области нестала у земљотресу.
Биограф С. Цријевић наводи да је био славан и угледан барокни песник, који је писао на српско-хрватском, италијанском и латинском језику. Од обимног песничког дела сачувана је само једна елегија на латинском језику и један сонет на италијанском језику. Поред ових песама сачуване су и две драме на српско-хрватском језику, Софроније и Олиндо приказана 1653. и Љубица приказана 1656. у Дубровнику.
У Софронији Вице драматизује друго певање епа Ослобођени Јерусалим Торквата Таса, док је драма Љубица написана по узору на драму Цаптислава Џона Палмотића.